# Млечна жлезда
Млечна жлезда је ендокрина жлезда код људи и других сисара која производи млеко за исхрану младог потомства. Сисари су своје име добили по латинској речи mamma, „дојка“. Млечне жлезде су распоређене у органе као што су дојке код примата (на пример, људи и шимпанзе), виме код преживара (на пример краве, козе и јелени) и код још других животиња (на пример, паса и мачке). Галактореја, повремена производња млека у жлездама, може се јавити код било ког сисара, али код већине сисара, лактација, производња довољно млијека за његу, јавља се само код фенотипских женки које су гестовале последњих месеци или година. Усмеравају га хормоналне смјернице полних стероида. Код неколико врста сисара може доћи до мушке лактације. Код људи се мушка лактација може догодити само под одређеним околностима.
Сисари су подјељени у 3 групе: прототеријанци, метатеријанци и еутерије. У случају прототераца, и мушкарци и жене имају функционалне млечне жлезде, али њихове млечне жлезде су без брадавица. Ове млечне жлезде су модификоване лојне жлезде. Што се тиче метатеријанаца и еутерија, само жене имају функционалне млечне жлезде. Њихове млечне жлезде могу се назвати дојкама или вименом. У случају дојки, свака млечна жлезда има своју брадавицу. У случају вимена, парови млечних жлезда чине једну масу, а на њу виси више од једне брадавице. На пример, краве и биволи имају по једно виме са четири сисе, док овце и козе имају по две сисе који вире из вимена. Ове млечне жлезде су модификоване знојне жлезде.

## Структура
Основне компоненте зреле млечне жлезде су алвеоле (велике неколико милиметара), које су обложене кубоидним ћелијама које луче млеко и окружене миоепителним ћелијама. Ове алвеоле се спајају у групе познате као лобули. Свака лобула има млечни канал који се одводи у отворе на брадавици. Миоепителне ћелије се контрахују под стимулацијом окситоцина, излучујући млеко које луче алвеоларне јединице у лумен лобула према брадавици. Како дојенче почиње сисати, долази до „рефлекса пуштања“ посредованог окситоцином, а мајчино млеко се излучује - а не усисава - из жлезде у бебина уста. 
Сво ткиво које лучи млеко које води до једног млечног канала назива се заједнички „једноставна млечна жлезда“; у „сложеној млечној жлезди“ све једноставне млечне жлезде служе једној брадавици. Људи обично имају две сложене млечне жлезде, по једну у свакој дојци, а свака сложена млечна жлезда састоји се од 10–20 једноставних жлезда. Присуство више од две брадавице познато је као полителија, а присуство више од две сложене млечне жлезде као полимастија.
Одржавање тачне поларизоване морфологије стабла млечног канала захтева још једну битну компоненту - екстрацелуларни матрикс млечних епителних ћелија (ЕЦМ), који заједно са адипоцитима, фибробластом, инфламаторним ћелијама и другим чине млечну строму.  ЕЦМ млечног епитела углавном садржи миоепителну базалну мембрану и везивно ткиво. Они не само да помажу у подршци основне структуре млечних жлезда, већ и служе као комуникациони мост између млечних епитела и њиховог локалног и глобалног окружења током целог развоја овог органа. 

### Хистологија
Млечна жлезда је специфична врста апокрине жлезде специјализована за производњу колострума током порођаја. Многи извори тврде да су млечне жлезде модификоване знојне жлезде.   Неки аутори то оспоравају и уместо тога тврде да су лојне жлезде. 

## Развој
Млечне жлезде се развијају током различитих циклуса раста. Постоје у оба пола током ембрионалне фазе, формирајући само рудиментарно дрво канала при рођењу. У овој фази развој млечних жлезда зависи од системских (и мајчиних) хормона,  али је такође под (локалном) регулацијом паракрине комуникације између суседних епителних и мезенхималних ћелија протеинима повезаним са паратироидним хормонима PTHrP.  Овај локално секретовани фактор доводи до низа позитивних повратних информација изнутра између ове две врсте ћелија, тако да епителне ћелије млечних пупољака могу да се размножавају и ничу у мезенхимални слој док не дођу до масног слоја да би започеле први круг гранања.  Истовремено, ембрионалне мезенхимске ћелије око епителног пупољка добијају факторе секреције које активира PTHrP, као што је BMP4. Ове мезенхимске ћелије могу се трансформисати у густи, специфични за млечне жлезде мезенхим, који се касније развија у везивно ткиво са влакнастим нитима, формирајући крвне судове и лимфни систем.  Базална мембрана, која углавном садржи ламинин и колаген, настала након тога диференцираним миоепителним ћелијама, задржава поларитет овог примарног стабла канала. Ове компоненте екстрацелуларног матрикса снажне су одреднице морфогенезе канала. 

### Биохемија
Естроген и хормон раста (ГХ) су од суштинске важности за дукталну компоненту развоја млечних жлезда и делују синергијски да би то посредовали.  Ни естроген ни ГХ нису способни да индукују дуктални развој један без другог. Утврђено је да је улога ГХ у дукталном развоју углавном посредована његовом индукцијом секреције инсулину сличног фактора раста (ИГФ-1), који се јавља системски (углавном пореклом из јетре).  Међутим, сам ГХ такође делује независно од ИГФ-1 да стимулише развој дуктала регулацијом експресије естрогенског рецептора (ЕР) у ткиву млечне жлезде, што је низводни ефекат активације ГХР млечне жлезде.  У сваком случају, за разлику од ИГФ-1, сам ГХ није битан за развој млечних жлезда, а ИГФ-1 у спрези са естрогеном може да индукује нормалан развој млечних жлезда без присуства ГХ.  Поред ИГФ-1, присутни су и други паракрини фактори раста као што су епидермални фактор раста (ЕГФ), трансформишући фактор раста бета (ТГФ-β),  амфирегулин,  фактор раста фибробласта (ФГФ) и фактор раста хепатоцита ( ХГФ)  су укључени у развој дојке као посредници низводно од полних хормона и ГХ / ИГФ-1. 
Током ембрионалног развоја, ниво ИГФ-1 је низак и постепено расте од рођења до пубертета.  У пубертету нивои ГХ и ИГФ-1 достижу највиши ниво у животу и естроген почиње да се лучи у великим количинама код жена, тада се углавном одвија дуктални развој.  Под утицајем естрогена расте и стромално и масно ткиво које окружује дуктални систем млечних жлезда.  После пубертета, нивои ГХ и ИГФ-1 се прогресивно смањују, што ограничава даљи развој до трудноће, ако се догоди. Током трудноће, прогестерон и пролактин су од суштинске важности за посредовање лобулоалвеоларног развоја у ткиву млечне жлезде препуној естрогену, што се дешава у припреми лактације и неге. .
Андрогени као што је тестостерон инхибирају развој млечних жлезда посредованих естрогеном (нпр. Смањењем локалне експресије ЕР) активирањем андрогених рецептора изражених у ткиву млечних жлезда,  и заједно са релативно ниским нивоима естрогена, узрок су недостатак развијених млечних жлезда код мушкараца. 

## Преглед

### Пре рођења
Развој млечних жлезда карактерише јединствени процес којим епител напада инвазију строме. Развој млечне жлезде јавља се углавном након рођења. Током пубертета, формирање тубула је повезано са разгранатом морфогенезом која успоставља основну арбореалну мрежу канала који излазе из брадавице. 
У развоју, епител млечне жлезде непрестано производе и одржавају ретке епителне ћелије, назване родовима млечних жлезда, за које се на крају сматра да потичу од матичних ћелија настањених у ткиву.
Развој ембрионалне млечне жлезде може се поделити у низ специфичних фаза. У почетку се формирање млечних линија које се протежу између предњих и задњих удова обострано на свакој страни средње линије дешава око ембрионалног дана 10.5 (Е10.5). Друга фаза се дешава на Е11.5 када започиње формирање плакова дуж млечне линије млека. Ово ће на крају довести до појаве брадавице. На крају, трећа фаза се дешава на Е12.5 и укључује инвагинацију ћелија унутар плакова у мезенхим, што доводи до анлаже млечних жлезда. 
Примитивне (матичне) ћелије се откривају у ембриону и њихов број се непрестано повећава током развоја 

### Раст
Постнатално, млечни канали се издужују у млечни јастучић - млечне жлезде. Затим, почев од око четири недеље старости, раст дукталног млечног млека значајно се повећава са продирањем канала према лимфном чвору. Крајњи пупољци терминала, високо пролиферативне структуре које се налазе на врховима упадних канала, током ове фазе се увелико шире и повећавају. Овај развојни период карактерише појава крајњих пупољака и траје до старости око 7-8 недеља.
У пубертетском стадијуму млечни канали су инвадирали до краја млечне масне подлоге. У овом тренутку крајњи пупољци постају мање пролиферативни и смањују се у величини. Бочне гране се формирају из примарних канала и почињу да испуњавају млечни јастучић млечне жлезде. Дуктални развој опада доласком полне зрелости и пролази кроз естроусне циклусе (проеструс, еструс, метеструс и диеструс). Као резултат естроусног циклуса, млечна жлезда се подвргава динамичким променама где ћелије пролиферирају, а затим регресирају на уређен начин. 

### Трудноћа
Током трудноће, дуктални системи се брзо шире и формирају алвеоларне структуре унутар грана које ће се користити за производњу млека. Након порођаја, лактација се јавља унутар млечне жлезде; лактација укључује лучење млека луминалним ћелијама у алвеолама. Контракција миоепителних ћелија које окружују алвеоле довешће до избацивања млека кроз канале и у брадавицу за дојенче. Након одбијања дојенчета, лактација престаје и млечна жлезда се окреће сама себи, процес који се назива инволуција. Овај процес укључује контролисани колапс епителних ћелија млечне жлезде где ћелије контролисано започињу апоптозу, враћајући млечну жлезду назад у пубертетско стање.

### Постменопауза
Током постменопаузе, због много нижих нивоа естрогена и због нижих нивоа ГХ и ИГФ-1, који се смањују са годинама, ткиво млечних жлезда атрофира и млечне жлезде постају све мање.

## Клинички значај
Туморигенеза млечних жлезда може бити индикована биохемијски неправилним нивоом експресије хормона у циркулацији или локалних компонената ЕЦМ,  или механичком променом напетости млечне строме.  У било којој од ове две околности, епителне ћелије млека ће расти ван контроле и на крају резултирати раком. Скоро сви случајеви рака дојке потичу из лобула или канала млечних жлезда.

## Остали сисари

### Генерално
Груди одрасле жене разликују се од већине осталих сисара који имају мање видљиве млечне жлезде. Број и положај млечних жлезда варира код различитих сисара. Истурене груди и пратеће жлезде могу се налазити било где дуж две линије млека. Генерално, већина сисара развија млечне жлезде у паровима дуж ових линија, с бројем који приближно одговара броју младих типично рођених у исто време. Број сиса варира од 2 (код већине примата) до 18 (код свиња). Амерички опосум има 13, један од ретких сисара са непарним бројем.Следећа табела наводи број и положај сисара и жлезда нађених код сисара:
| Врсте                        | Предњи (торакално) | Средњи (абноминално) | Иза (ингвинално) | Укупно    |
| ---------------------------- | ------------------ | -------------------- | ---------------- | --------- |
| Коза, Овца, Коњ Морско прасе | 0                  | 0                    | 2                | 2         |
| Говедо                       | 0                  | 0                    | 4                | 4         |
| Мачка                        | 2                  | 2                    | 4                | 8         |
| Пас                          | 4                  | 2                    | 2 или 4          | 8 или 10  |
| Миш                          | 6                  | 0                    | 4                | 10        |
| Пацов                        | 6                  | 2                    | 4                | 12        |
| Свиња                        | 6                  | 6                    | 6                | 18        |
| Сурлаши, примати             | 2                  | 0                    | 0                | 2         |
| Амерички опосум              | 0                  | 0                    | 13               | 13        |
| Јужни црвенобоки опосум      | 0                  | 0                    | 25 или 27        | 25 или 27 |

Мушки сисари обично имају рудиментарне млечне жлезде и брадавице, уз неколико изузетака: мушки мишеви немају брадавице,  мушки торбари немају млечне жлезде,  а мушки коњи немају брадавице и млечне жлезде. Мушка лактација се ретко јавља код неких врста. 
Млечне жлезде су праве фабрике протеина,  а неколико лабораторија је изградило трансгене животиње, углавном козе и краве, како би производиле протеине за фармацеутску употребу. Комплексни гликопротеини, као што су моноклонска антитела или антитромбин, не могу да произведу генетски модификоване бактерије, а производња код живих сисара је много јефтинија од употребе ћелијских култура сисара.

### Еволуција
Постоји много теорија о томе како су млечне жлезде еволуирале. На пример, сматра се да је млечна жлезда трансформисана знојна жлезда, ближе повезана са апокриним знојним жлездама.  Будући да млечне жлезде не фосилизују добро, тешко је подржати такве теорије фосилним доказима. Многе тренутне теорије заснивају се на поређењу између линија живих сисара - монотрема, торбарских животиња и еутерија. Једна теорија предлаже да су млечне жлезде еволуирале из жлезда које су коришћене за одржавање влажних јајашаца раних сисара   и без заразе  (монотреми још увек полажу јаја). Друге теорије сугеришу да су рани секрет директно користили излежени млади  или да су га млади користили да би им помогао да се оријентишу према мајкама. 
Сматра се да се лактација развила много пре еволуције млечне жлезде и сисара.

## Додатне слике
- Пресек дојке жене
- Пас
- Крава
- Мачка
- Свиња
- Коза
- Слон